# Halleys komet

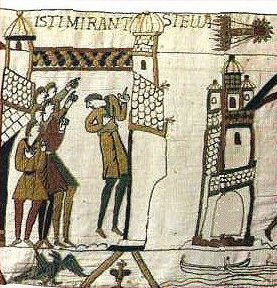
Bayeuxtapeten med Halleys komet 1066; isti mirant stella.

Omloppsbana för Halleys komet. Storlekar och banor är inte skalenliga.

Halleys komet (1P/Halley) är en periodiskt återkommande komet, uppkallad efter Edmond Halley. Det är den mest berömda och ljusstarka av alla kometer som passerar det inre av solsystemet. Kometen har sitt ursprung i Oorts kometmoln och har en omloppstid på 76 år, vilket är kort tid i sammanhanget. För många andra kometer kan det ta tusentals år att fullgöra ett varv runt sin bana.
Första gången kometen bevisligen observerades var någon gång mellan 468 och 466 f.Kr., vilket har dokumenterats av bland annat Aristoteles. Efter 240 f.Kr., då den omnämns i den kinesiska skriften Shiji, har den observerats vid varje passage i närheten av solen. Kometen finns avbildad på Bayeuxtapeten.
Den förste som uppmärksammade att kometen var periodisk var Edmond Halley, vilket skedde först 1705. När den närmade sig jorden 1910 uppstod masshysteri, då det på spektroskopisk väg upptäcktes att kometsvansen innehöll cyanid och att jorden skulle passera genom den. Gaserna i kometsvansar är dock så förtunnade att kometpassagen inte hade någon effekt på jordlivet.

## Utforskning
Första gången det var möjligt att ta en närmare titt på kometen var vid dess senaste passage 1986, då man kunde besöka den med rymdsonder. Vad man fann var att kometen har en oregelbunden form och mäter ca 16 km × 8 km × 7,5 km. Man studerar numera kometen kontinuerligt under dess färd genom solsystemet.
- 1 mars 1986 – Sakigake, japansk obemannad rymdsond.
- 6 mars 1986 – Vega 1, sovjetisk obemannad rymdsond.
- 8 mars 1986 – Suisei, japansk obemannad rymdsond
- 9 mars 1986 – Vega 2, sovjetisk obemannad rymdsond.
- 13 mars 1986 – Giotto, obemannad rymdsond från ESA.
- Mars 1986 – International Cometary Explorer från NASA.

Ovanstående sonder brukar ibland kallas Halleys armada.

## Halleys komet i populärkulturen
I boken 2061 – Tredje rymdodyssén beskrivs bland annat, ganska detaljerat, en landning på kometen.
I den andra berättelsen om Emil i Lönneberga av Astrid Lindgren, "Nya hyss av Emil i Lönneberga" (utgiven som bok 1966 och filmatiserad 1972) oroar sig invånarna i Vimmerby för en annalkande komet. Det kan ha varit Halleys komet vid passagen år 1910, även om andra historiska referenser i samma berättelse delvis motsäger det årtalet.
Turkiets bidrag i Eurovision Song Contest 1986 hette Halley och handlade om kometen Halleys. Låten framfördes av gruppen Klips ve Onlar och bidraget slutade på 9:e plats.